# Ben Miller
Bennet Evan „Ben” Miller (ur. 24 lutego 1966 w Londynie) – brytyjski aktor filmowy i telewizyjny. Sławę przyniosła mu rola Bougha w filmie Johnny English.

## Wybrana filmografia

### Filmy
- 1999: Plunkett i Macleane jako Dixon
- 2000: Czarodziejskie buty Jimmy'ego (There's Only One Jimmy Grimble) jako Johnny Dwa Psy
- 2001: Kurator jako Colin
- 2002: Dziewczyna na urodziny
- 2003: Johnny English jako Jeremy Bough
- 2004: Książę i ja jako Søren
- 2009: Wichry Kołymy (Within the Whirlwind) jako Krasny
- 2010: 4.3.2.1 jako Pan Philips
- 2011: Johnny English Reaktywacja jako Jeremy Bough (usunięta scena)
- 2014: Nasze zwariowane angielskie wakacje jako Gavin McLeod
- 2017: Paddington 2 jako pułkownik
- 2018: Johnny English: Nokaut jako Jeremy Bough

### Seriale TV
- 1995: Na sygnale jako Daniel Murdoch
- 1999: Kroniki młodego Indiany Jonesa jako oficer francuski
- 2004: Agatha Christie: Panna Marple jako Basil Blake
- 2004: Doktor Martin jako Stewart James
- 2004-2006: Najgorszy tydzień mojego życia jako Howard Steel
- 2005: Doktor Martin jako Stewart James
- 2006: Popetown jako kapłan
- 2007–2011: Siły pierwotne jako Sir James Theodore Lester
- 2009: QI w roli samego siebie
- 2011: Odcinki w roli samego siebie
- 2014: Doktor Who jako szeryf z Nottingham